# Marià Castells i Simón
Marià Castells i Simón (Arenys de Mar 1876-1931), fou un projectista i dissenyador de puntes català. Des de l'any 1903 va dirigir juntament amb el seu germà Joaquim l'empresa Fábrica de blondas y encajes Castells.

## Biografia

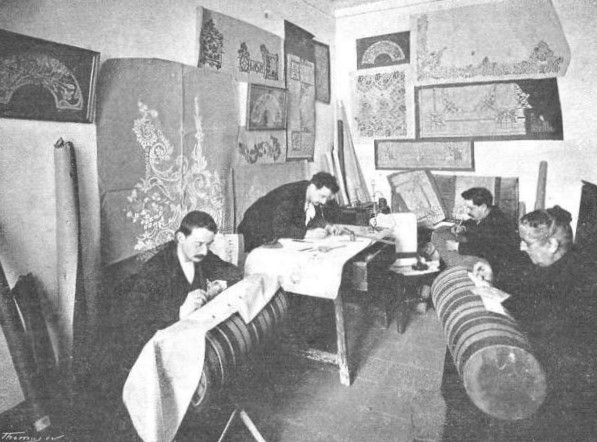
Dissenyant al 1906

Marià Castells i Simón va néixer a Arenys de Mar l'any 1876 en el si d'una família dedicada a la comercialització de la punta de coixí des de l'any 1862. L'any 1893 es va matricular a l'Escola de Belles Arts de Llotja de Barcelona. Amb la mort del seu pare Marià Castells i Diumeró l'any 1903, el jove Marià s'incorpora al negoci familiar juntament amb el seu germà Joaquim i la seva mare Anna Maria Simón.
L'any 1904 va participar en el concurs organitzat pel Foment de les Arts Decoratives aconseguint un premi per un projecte de ventall que es conserva al Museu d'Arenys de Mar i que es va publicar a la revista la Il·lustració Catalana el 25 de desembre de 1904. A partir de l'any 1913 els germans Castells es van fer càrrec de l'empresa, Marià es va dedicar a renovar el repertori iconogràfic de les puntes de coixí inspirant-se en l'estil modernista.

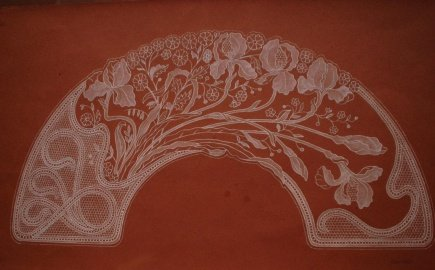
Ventall dissenyat per Marià Castells i guanyador d'un concurs del Foment de les Arts Decoratives l'any 1904

L'any 1931, Marià Castells deixa el negoci al seu germà Joaquim per problemes de salut i mor poc després.
L'any 1989 la darrera representants de la Casa Castells, Dolors Castells i Guri, filla del seu germà Joaquim Castells va oferir al Museu d'Arenys de Mar tot el fons que conservava dels cent anys d'història de la Fábrica de blondas y encajes Castells amb tota la col·lecció de dibuixos que es conserven de Marià Castells.

## La renovació de la punta
Els projectes de Marià, tant per a indumentària com per a parament de la llar, van suposar renovar totalment l'estil isabelí en el qual es trobava ancorada la punta de coixí. Els dissenys Castells mostren uns rics repertoris florals i geomètrics inspirats en l'Art Nouveau francès i belga, amb el característic coup de fouet, el Simbolisme, el neogoticisme o la Sezession vienesa. El Museu d'Arenys de Mar conserva els seus dibuixos, esbossos, matrius, patrons, mostres de punta i mostraris fotogràfics que permeten no només de contemplar la bellesa dels nous motius modernistes sinó també entendre tot el procés de producció de la punta: de la idea inicial a la punta final.
Algunes de les creacions més interessants de Marià Castells serien els dissenys per a cantoneres de jocs de llit, estovalles... És en aquestes petites peces on el dissenyador desenvolupa tota la seva creativitat amb un amplíssim repertori floral, Marià Castells realitza obres asimètriques de gran dinamisme. El dissenyador arenyenc va desenvolupar la major part de la seva obra creativa dins el primer quart del segle xx.

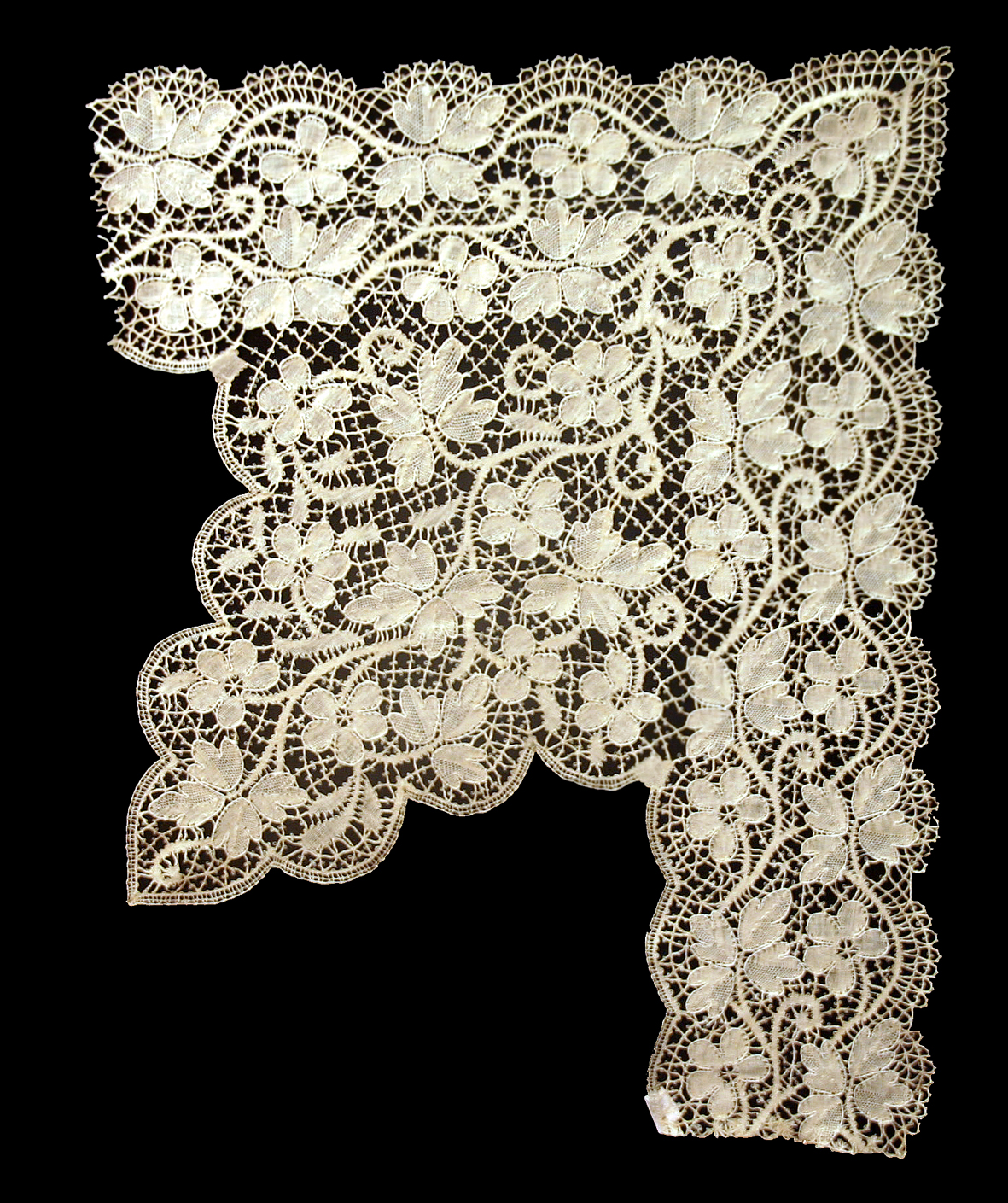
Cantonera d'estil modernista dissenyada per Marià Castells i Simón. 1916

## Els encàrrecs exclusius
Amb motiu del casament del rei Alfons XIII amb la seva promesa Victoria Eugenia de Battenberg l'any 1906, la Casa Castells rep l'encàrrec de realitzar el mocador que l'Institut Agrícola Català de Sant Isidre va regalar a la parella reial, el disseny del mocador va ser obra de l'artista Alexandre de Riquer i Marià Castells es va encarregar de realitzar la seva adaptació per a ser realitzat en punta de ret fi. Dues puntaires de Sant Vicenç de Montalt, les germanes Ferrer van ser les encarregades de realitzar la punta del mocador sota la supervisió de la Casa Castells. Les fotografies d'Adolf Mas publicades a la Il·lustració Catalana son testimoni del procés de realització d'aquest mocador.
El darrer gran projecte encarregat a la Casa Castells van ser les estovalles d'altar per a la capella de Sant Jordi del Palau de la Generalitat de Catalunya al que van seguir l'alba i el roquet. L'any 1927 el president de la Diputació de Barcelona, Josep Maria Milà i Camps va demanar als germans Castells la realització d'unes estovalles d'altar per renovar l'aixova eclesiàstic de la capella de Sant Jordi. Les estovalles dissenyades per Marià Castells van ser realitzades per puntaires d'Arenys de Munt i es van lliurar el 23 d'abril de 1928. Els dos anys següents, la Casa Castells va realitzar les puntes per a l'alba i el roquet.

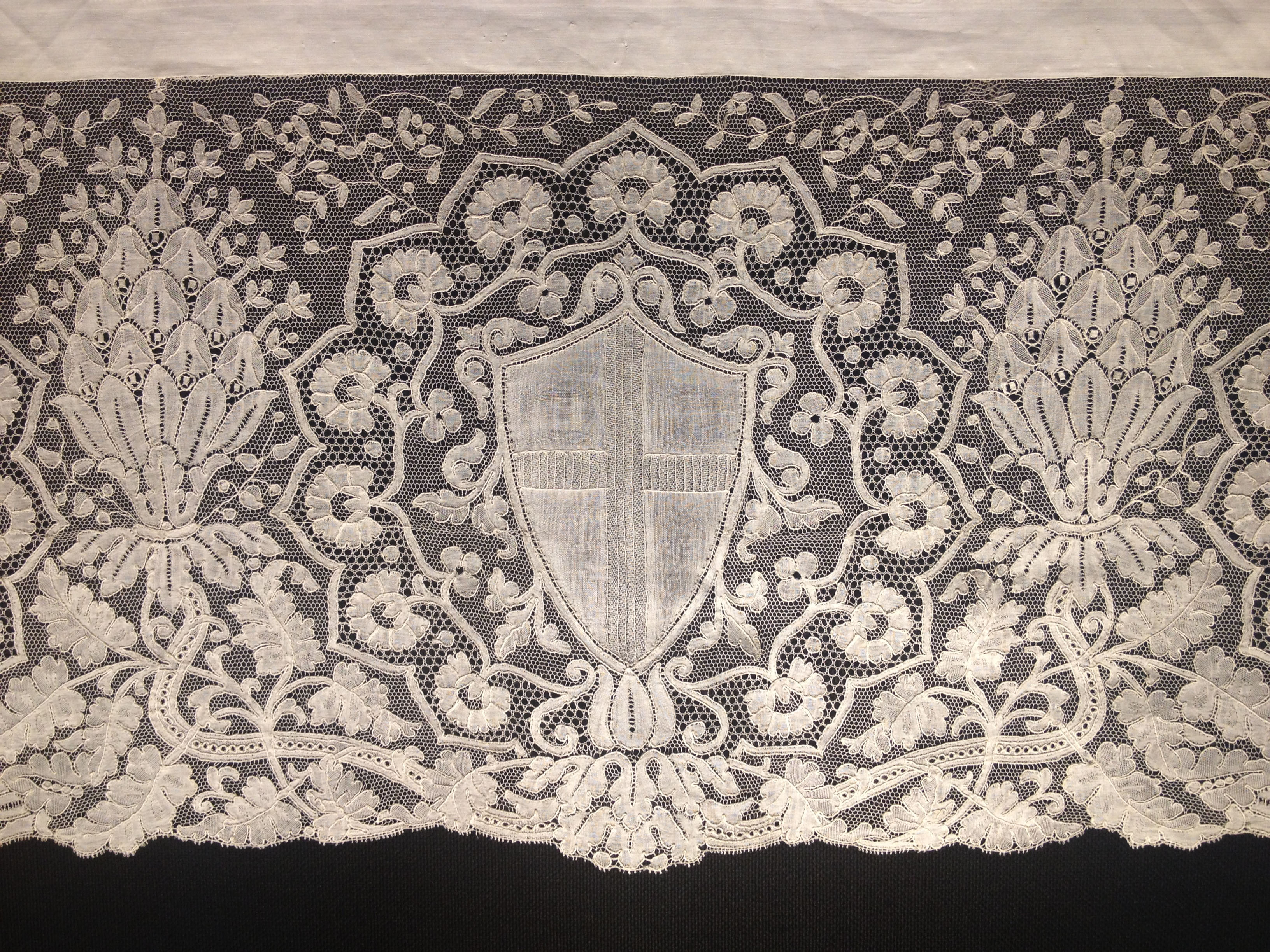
Estovalles d'altar de la Capella de Sant Jordi del Palau de la Generalitat. Disseny Marià Castells i Simón, 1927

## Altres activitats artístiques
Tot i que els dissenys de punta van centrar la seva activitat creativa, Marià Castells també va destacar en altres àmbits de les arts decoratives com a dibuixant, dissenyador tèxtil, il·lustrador. Va compartir amb el seu amic Joaquim Renart l'afecció pels ex-libris reunint una excel·lent col·lecció i realitzant treballs de gran interès.
Una altra de les facetes creatives de Marià Castells va ser com a projectista d'elements decoratius en alguns monuments d'Arenys de Mar i l'escultura funerària. El cementiri d'Arenys de Mar el conegut cementiri de Sinera conserva alguns monuments realitzats per aquest artista.